# Gouvernement Archangelsk

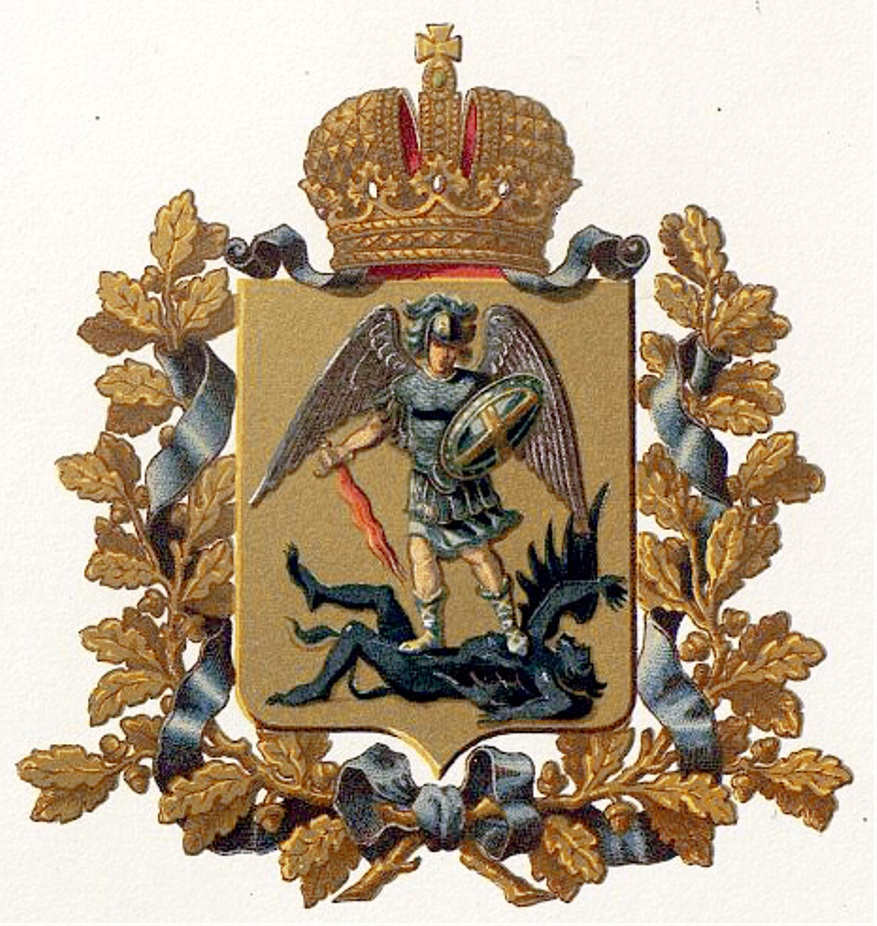
Offizielles Wappen des Gouvernementes Archangelsk im Jahr 1880

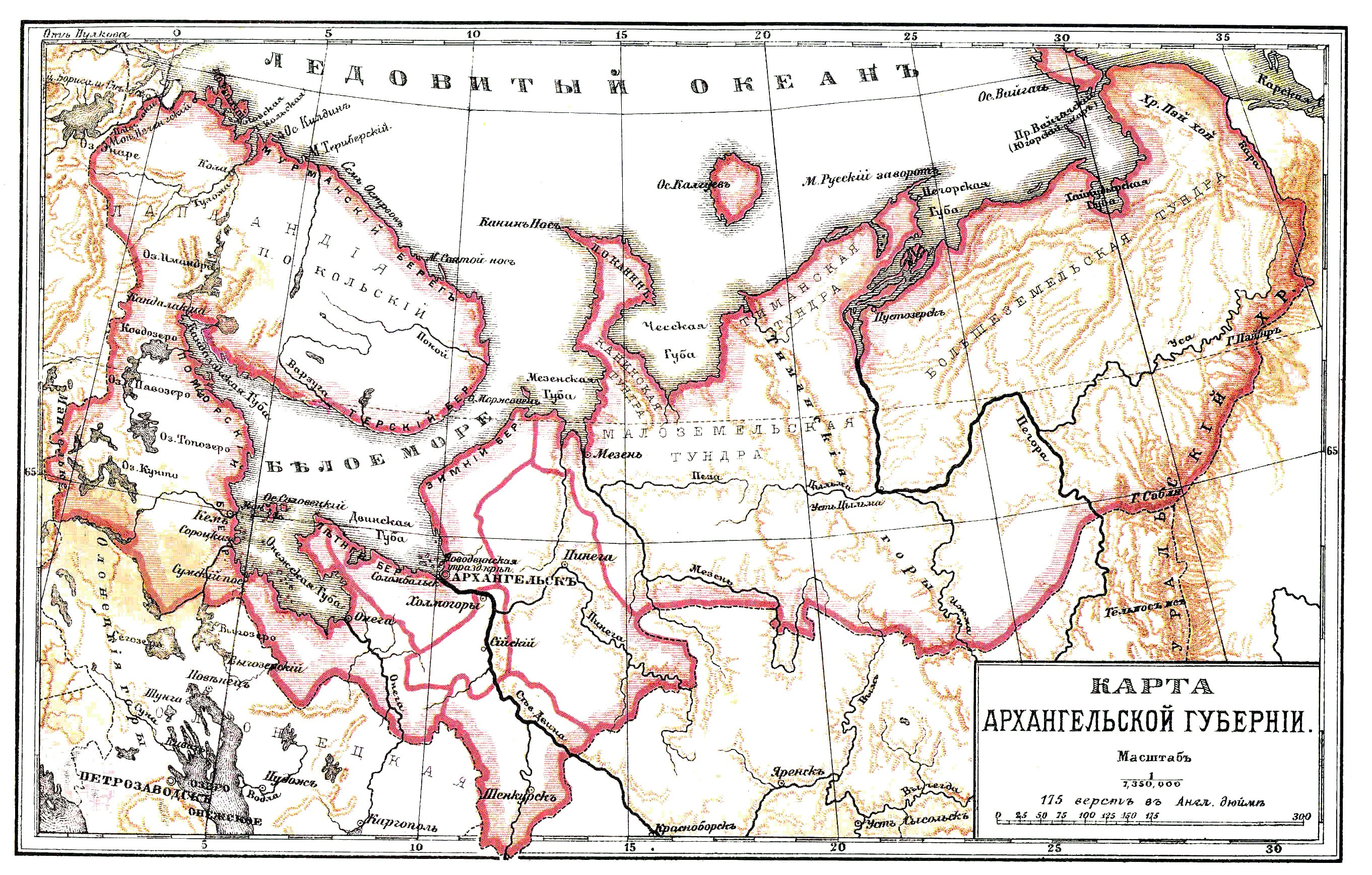
Karte des Gouvernementes Archangelsk um das Jahr 1900

Das Gouvernement Archangelsk (russisch Архангельская губерния/Archangelskaja gubernija, wiss. Transliteration Archangel’skaja gubernija) war ein Gouvernement im Russischen Kaiserreich und in der Russischen Sozialistischen Föderativen Sowjetrepublik, das von 1796 bis 1929 bestand. Die Hauptstadt des Gouvernementes war die Stadt Archangelsk.

## Lage
Das Gouvernement Archangelsk befand sich im Nordwesten des Russischen Reiches. Es wurde im Norden durch das Weiße Meer und den Arktischen Ozean begrenzt. Im Südosten grenzte es an das Gouvernement Tobolsk, im Süden an das Gouvernement Wologda und im Südwesten an das Gouvernement Olonez sowie das Königreich Schweden (ab 1809 Großfürstentum Finnland und 1917 Finnland). Das Gouvernement Archangelsk war somit das flächenmäßig größte Gouvernement des europäischen Teils Russlands.

## Geschichte
Im Jahr 1780 wurde das an gleicher Stelle bestehende Gouvernement Archangelgorod per Ukas Katharinas der Großen aufgelöst und seine Gebiete Teil der Statthalterschaft Wologda (Вологодское наместничество, Wologodskoje namestnitschestwo). Dieses wurde in die Oblaste Wologda, Archangelsk und Weliki Ustjug aufgeteilt. 1784 wurden die Gebiete der Oblast Archangelsk als Statthalterschaft Archangelsk abgespalten. Die Statthalterschaft Archangelsk wurde schließlich am 12. Dezember 1796 per Ukas Kaiser Paul I. in Gouvernement Archangelsk umbenannt. Gleichzeitig wurde das Gouvernement Olonez aufgelöst, wobei ein Teil seiner Gebiete in den Besitz des Gouvernements Archangelsk übergingen.
Nach der Oktoberrevolution verlor das Gouvernement Archangelsk durch die Gründung des Gouvernementes Murmansk (1918), der Karelischen Arbeiterkommune (1920; ab 1922 Karelische Autonome Sozialistische Sowjetrepublik) und der Autonomen Oblast Komi (1922) einen großen Teil seiner Gebiete.
Im Jahr 1929 wurden die Gouvernements Archangelsk, Wologda und Nördliche Dwina sowie die Autonome Oblast Komi durch das Allrussische Zentrale Exekutivkomitee aufgelöst und Teil des Nördlichen Krai.

## Gliederung und Einwohnerzahl
Mit seiner Gründung im Jahr 1796 gliederte sich das Gouvernement Archangelsk in die acht Ujesde Kolski, Kemski, Oneschski, Schenkurski, Cholmogorski, Archangelski, Pineschski und Mesenski. Nach einigen Verwaltungsreformen im 19. Jahrhundert, umfasste das Gouvernement Archangelsk im Jahr 1897 eine Fläche von 845.275 km² und zählte 346.536 Einwohner, wovon 47,26 % Männer und 52,74 % Frauen waren.
| Name               | Russisch           | Hauptstadt des Ujesds | Fläche in km² | Einwohner | Russen | Komi*  | Karelier* | Nenzen* | Norweger* | Finnen* | Samen* |
| ------------------ | ------------------ | --------------------- | ------------- | --------- | ------ | ------ | --------- | ------- | --------- | ------- | ------ |
| Archangelski Ujesd | Архангельский уезд | Archangelsk           | 30.471        | 60.957    | 98,0 % |        |           |         |           |         |        |
| Kemski Ujesd       | Кемский уезд       | Kem                   | 40.599        | 35.392    | 45,0 % |        | 54,4 %    |         |           |         |        |
| Kolski Ujesd       | Кольский уезд      | Kola                  | 148.182       | 9.291     | 63,1 % | 1,3 %  | 2,8 %     |         | 2,0 %     | 11,7 %  | 18,7 % |
| Mesenski Ujesd     | Мезенский уезд     | Mesen                 | 107.099       | 25.029    | 91,2 % | 4,4 %  |           | 4,2 %   |           |         |        |
| Oneschski Ujesd    | Онежский уезд      | Onega                 | 28.583        | 39.337    | 99,6 % |        |           |         |           |         |        |
| Petschorski Ujesd  | Печорский уезд     | Ust-Zilma             | 401.461       | 34.992    | 29,2 % | 62,8 % |           | 7,9 %   |           |         |        |
| Pineschski Ujesd   | Пинежский уезд     | Pinega                | 47.587        | 28.788    | 99,8 % |        |           |         |           |         |        |
| Cholmogorski Ujesd | Холмогорский уезд  | Cholmogory            | 16.508        | 35.991    | 99,8 % |        |           |         |           |         |        |
| Schenkurski Ujesd  | Шенкурский уезд    | Schenkursk            | 24.785        | 76.759    | 99,6 % |        |           |         |           |         |        |

(*) In Zeilen ohne Prozentangaben beträgt der Anteil weniger als 1 %
Nach zahlreichen weiteren Verwaltungsreformen gliederte sich das Gouvernement Archangelsk im Jahr 1928 in die fünf Ujesde Archangelski, Mesenski, Oneschski, Petschorski und Schenkurski.